# 诺韦拉拉
诺韦拉（義大利語：Novellara），是意大利雷焦艾米利亚省的一个市镇。总面积58平方公里，人口13625人，人口密度234.9人/平方公里（2009年）。ISTAT代码为035028。还有一大群傻子,超级大